# Paraphylax sorianoi
Paraphylax sorianoi är en stekelart som beskrevs av Baltazar 1965. Paraphylax sorianoi ingår i släktet Paraphylax och familjen brokparasitsteklar. Inga underarter finns listade i Catalogue of Life.